# Nelja Schtepa

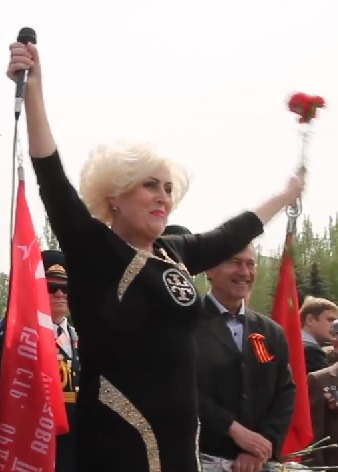
Nelya Shtepa (2014)

Nelja Ihoriwna Schtepa (ukrainisch Неля Ігорівна Штепа; russisch Не́ля И́горевна Ште́па, Nelia Igorevna Shtepa, * 13. September 1962 in Slowjansk) ist eine ukrainische Politikerin. Sie war von 2010 bis 2014 Bürgermeisterin von Slowjansk, als russische paramilitärische Truppen die Stadt besetzten. Sie wurde von den Separatisten inhaftiert, da sie sich weigerte mit ihnen vollumfänglich zu kooperieren, von ukrainischen Truppen befreit, aber dann wieder von ukrainischen Behörden inhaftiert aufgrund angeblicher Absprachen mit der Volksrepublik Donezk.

## Leben
Nelja Schtepa studierte ab 1979 am Staatlichen Pädagogischen Institut von Slovansk und begann dort im Jahre 1984 als Lehrerin. Später bekleidete sie Verwaltungspositionen und wurde Schulleiterin. In diesen Jahren war sie Mitglied der Kommunistischen Partei. Sie begann für Komsomol zu arbeiten, ab 1990 dann in diversen Unternehmen als Verkaufsleiterin und danach in wohltätigen Einrichtungen. In den 2000er Jahren trat sie der Partei der Regionen bei. Sie wurde am 31. Oktober 2010 mit mehr als 60 % der Stimmen zur Bürgermeisterin von Slowjansk gewählt.
 